# Кипріян Мирон Володимирович
Мирон Володимирович Кипріян (нар. 27 липня 1930, Винники — 28 листопада 2019 (тіло буле знайдене 3 грудня 2019) — головний художник театру ім. М. Заньковецької, народний художник України, лауреат Національної премії України ім. Т. Шевченка, лауреат премії імені В. Клеха (США).

## Життєпис

### Проживання у Винниках
Народився 27 липня 1930 року у Винниках у місцевій лікарні січових стрільців, що була розташована в урочищі «на Куті». Його батько, Володимир Кипріян (народився 28 липня 1896 році в Ярославі (нині Польща), зовсім молодим вступив у легіон Українських Січових Стрільців, дослужившись із рядового стрільця до четаря. Тому він наполіг, щоб опікувалися дружиною й дитиною медики цієї лікарні. Пізніше Винники відіграють суттєву роль у житті Мирона Кипріяна. Адже тут він із родиною переживе другу світову війну.

### Праця у театрі ім. Марії Заньковецької
Навчався у Львівському державному інституті прикладного та декоративного мистецтва (1954 р.), в художній майстерні Вітольда Манастирського. Від 1957 р. — художник-постановник театру ім. Марії Заньковецької, а з 1963 р. обіймає посаду головного художника театру. Оформив вистави: «Гайдамаки» за Т. Шевченком (1964 р.), «Річард III» У. Шекспіра (1974 р.), «Украдене щастя» І. Франка (1976 р.), «Штани» Ф. Дунаї (1989 р.), «Народний Малахій» М. Куліша (1990 р.), «Павло Полуботок» К. Буревія (1990 р.); трилогія Б. Лепкого «Мазепа» (1992 р.), «Не убий» (1992 р.), «Батурин» (1993 р.); «Ісус, Син Бога живого» В. Босовича (1994 р.) та інші.
Помер 28 листопада 2019 року. Дату смерті встановила судмедекспертиза. Тіло знайшли в квартирі лише 3 грудня 2019 року. Похований у родинному гробівці Кипріянів — Городиських, на 55 полі Личаківського цвинтаря.

## Державні нагороди
- Медалі: «За трудову доблесть», «За трудову відзнаку», «Ветеран праці».
- Кипріяну Мирону Володимировичу — присвоєно звання Почесний громадянин Винників.

Мирон Володимирович був знайомий з видатними людьми минулого століття і сучасності: Кароль Войтила (Папа Іван Павло ІІ), Соломія Крушельницька, Святослав Ріхтер, Галина Уланова, Майя Плісецька, Дмитро Крвавич, Ян та Андрій Скарбеки, Зінаїда Дехтярьова, Анатолій Ротенштейн, Сергій Данченко, Богдан Ступка, Микола Зарудний, Олексій Коломієць та багато інших письменників, художників, артистів, співаків, композиторів і людей найрізномінітніших уподобань.

## Пам'ять
Документальний фільм про Мирона Кипріяна презентували у межах проекту «СценоГРАФ» 18 грудня 2020 року у Львові.